# Tour d'Italie 1963
La 46e édition du Tour d'Italie s'est élancée de Naples le 19 mai 1963 et est arrivée à Milan le 9 juin. Long de 4 058 km, ce Giro a été remporté par l'Italien Franco Balmamion.

## Équipes participantes
| N.    | Code | Équipe       |
| ----- | ---- | ------------ |
| 1-10  | CAR  | Carpano      |
| 11-20 | CIT  | Cite         |
| 21-30 | CYN  | Cynar        |
| 31-40 | GAZ  | Gazzola      |
| 41-50 | LIB  | GBC Libertas |
| 51-60 | IBA  | IBAC         |

| N.      | Code | Équipe          |
| ------- | ---- | --------------- |
| 61-70   | LEG  | Legnano         |
| 71-80   | LYG  | Lygie           |
| 81-90   | MOL  | Molteni         |
| 91-100  | SAL  | Salvarani       |
| 101-110 | SNP  | San Pellegrino  |
| 111-120 | SPR  | Springoil-Fuchs |

## Classement général
| Classement général final |                   |
| --- | ----------------- |
| \| 1. Franco Balmamion \| 116 h 50 min 16 s \| \| 2. Vittorio Adorni \| à 2 min 24 s \| \| 3. Giorgio Zancanaro \| à 3 min 15 s \| \| 4. Guido De Rosso \| à 6 min 34 s \| \| 5. Diego Ronchini \| à 10 min 11 s \| \| 6. Vito Taccone \| à 11 min 15 s \| \| 7. Imerio Massignan \| à 16 min 52 s \| \| 8. Guido Carlesi \| à 17 min 08 s \| \| 9. Graziano Battistini \| à 23 min 38 s \| \| 10. Carlo Brugnami \| à 25 min 36 s \| \| 120 partants \| \| |                   |
| 1. Franco Balmamion | 116 h 50 min 16 s |
| 2. Vittorio Adorni | à 2 min 24 s      |
| 3. Giorgio Zancanaro | à 3 min 15 s      |
| 4. Guido De Rosso | à 6 min 34 s      |
| 5. Diego Ronchini | à 10 min 11 s     |
| 6. Vito Taccone | à 11 min 15 s     |
| 7. Imerio Massignan | à 16 min 52 s     |
| 8. Guido Carlesi | à 17 min 08 s     |
| 9. Graziano Battistini | à 23 min 38 s     |
| 10. Carlo Brugnami | à 25 min 36 s     |
| 120 partants |                   |

## Étapes
| Étape     | Date     | Villes étapes                     | km       | Vainqueur d'étape    | Leader du classement général |
| 1re étape | 19 mai   | Naples – Potenza                  | 182      | Vittorio Adorni      | Vittorio Adorni              |
| 2e étape  | 20 mai   | Potenza - Bari                    | 183      | Pierino Baffi        | Vittorio Adorni              |
| 3e étape  | 21 mai   | Bari - Campobasso                 | 252      | Jaime Alomar         | Vittorio Adorni              |
| 4e étape  | 22 mai   | Campobasso - Pescara              | 210      | Guido Carlesi        | Diego Ronchini               |
| 5e étape  | 23 mai   | Pescara - Viterbo                 | 263      | Vendramino Bariviera | Diego Ronchini               |
| 6e étape  | 24 mai   | Bolsena - Arezzo                  | 192      | Vendramino Bariviera | Diego Ronchini               |
| 7e étape  | 25 mai   | Arezzo - Riolo Terme              | 173      | Nino Defilippis      | Diego Ronchini               |
| 8e étape  | 26 mai   | Riolo Terme - Salsomaggiore Terme | 203      | Adriano Durante      | Diego Ronchini               |
| 9e étape  | 27 mai   | Salsomaggiore Terme - La Spezia   | 173      | Giorgio Zancanaro    | Diego Ronchini               |
| 10e étape | 28 mai   | La Spezia - Asti                  | 225      | Vito Taccone         | Diego Ronchini               |
| 11e étape | 29 mai   | Asti – Oropa                      | 130      | Vito Taccone         | Diego Ronchini               |
| 12e étape | 30 mai   | Biella - Leukerbad                | 214      | Vito Taccone         | Franco Balmamion             |
| 13e étape | 31 mai   | Sierre - Saint-Vincent            | 152      | Vito Taccone         | Franco Balmamion             |
| 14e étape | 1er juin | Saint-Vincent - Crémone           | 260      | Marino Vigna         | Franco Balmamion             |
| 15e étape | 2 juin   | Mantoue - Trévise                 | 155      | Franco Magnani       | Franco Balmamion             |
| 16e étape | 4 juin   | Trévise - Trévise                 | 56 (clm) | Vittorio Adorni      | Diego Ronchini               |
| 17e étape | 5 juin   | Trévise - Gorizia                 | 213      | Vendramino Bariviera | Diego Ronchini               |
| 18e étape | 6 juin   | Gorizia - Belluno                 | 248      | Arnaldo Pambianco    | Vittorio Adorni              |
| 19e étape | 7 juin   | Belluno - Moena                   | 198      | Vito Taccone         | Franco Balmamion             |
| 20e étape | 8 juin   | Moena - Lumezzane                 | 240      | Guido Carlesi        | Franco Balmamion             |
| 21e étape | 9 juin   | Brescia - Milan                   | 136      | Antonio Bailetti     | Franco Balmamion             |

## Classements annexes
| Classement de la montagne | Vito Taccone      | 520 points |
| Deuxième                  | Giorgio Zancanaro | 120 points |
| Troisième                 | Franco Bitossi    | 100 points |
| Classement par équipes    | Carpano           | ?          |
| Deuxième                  | Lygie             | ?          |
| Troisième                 | Cynar             | ?          |

## Liste des coureurs
| Carpano | Cite | cynar |
| - 1 Franco Balmamion (Ita) 1e - 2 Antonio Bailetti (Ita) 42e - 3 Germano Barale (Ita) 32e - 4 Vendramino Bariviera (Ita) 46e - 5 Angelo Conterno (Ita) 27e - 6 Nino Defilippis (Ita) ab - 7 Giancarlo Gentina (Ita) 36e - 8 Loris Guernieri (Ita) 54e - 9 Giuseppe Sartore (Ita) 30e - 10 Italo Zilioli (Ita) 18e  | - 11 Daniele Alberti (Ita) 76e - 12 Jaume Alomar (Esp) 15e - 13 Giovanni Bettinelli (Ita) ab - 14 Pietro Chiodini (Ita) ab - 15 Luciano Gaggioli (Ita) ab - 16 Jesús Galdeano (Esp) 60e - 17 Sante Ranucci (Ita) 34e - 18 Luigi Zaimbro (Ita) 75e - 19 Luigi Zanchetta (Ita) ab - 20 Pietro Zoppas (Ita) ab          | - 21 Vittorio Adorni (Ita) 2e - 22 Ercole Baldini (Ita) 26e - 23 Rino Benedetti (Ita) 39e - 24 Giuseppe Fezzardi (Ita) 53e - 25 Augusto Marcaletti (Ita) 71e - 26 Italo Mazzacurati (Ita) 37e - 27 Bruno Mealli (Ita) 17e - 28 Attilio Moresi (Sui) 66e - 29 Alfred Rüegg (Sui) ab - 30 Roland Zöffel (Sui) ab             |
| Gazzola | GBC Libertas | Ibac |
| - 31 Carlo Brugnami (Ita) 10e - 32 Dino Bruni (Ita) 82e - 33 Franco Cribiori (Ita) 12e - 34 Oreste Magni (Ita) ab - 35 Luigi Maserati (Ita) 29e - 36 Luigi Mele (Ita) 83e - 37 Alessandro Rimessi (Ita) 73e - 38 Giuseppe Tonucci (Ita) 86e - 39 Gilberto Vendemiati (Ita) 52e - 40 Bruno Martinato (Lux) 31e      | - 41 Rik Van Looy (Bel) ab - 42 Edgard Sorgeloos (Bel) ab - 43 Ludo Janssens (Bel) ab - 44 Henk Nijdam (Hol) ab - 45 Huub Zilverberg (Hol) ab - 46 Jan Lauwers (Bel) ab - 47 Piet Damen (Hol) ab - 48 Guillaume Van Tongerloo (Bel) ab - 49 Willy Schroeders (Bel) ab - 50 Frans Aerenhouts (Bel) ab                 | - 51 Graziano Battistini (Ita) 9e - 52 Danilo Ferrari (Ita) 33e - 53 Renzo Fontona (Ita) 11e - 54 Bruno Giorza (Ita) 59e - 55 Ernesto Minetto (Ita) 78e - 56 Angelo Ottaviani (Ita) ab - 57 Franco Panicelli (Ita) 25e - 58 Armando Pellegrini (Ita) 62e - 59 Mario Tramontin (Ita) 65e - 60 Paolo Zorzetti (Ita) ab       |
| Legnano | Lygie | Molteni |
| - 61 Renzo Accordi (Ita) 84e - 62 Felice Adami (Ita) ab - 63 Vittorio Casati (Ita) 14e - 64 Carlo Chiappano (Ita) ab - 65 Emilio Ciolli (Ita) 63e - 66 Adriano Durante (Ita) ab - 67 Giancarlo Ferretti (Ita) 20e - 68 Raffaele Marcoli (Ita) 85e - 69 Imerio Massignan (Ita) 7e - 70 Marino Vigna (Ita) ab        | - 71 Vito Taccone (Ita) 6e - 72 Dino Liviero (Ita) ab - 73 Roberto Poggiali (Ita) 24e - 74 Idrio Bui (Ita) 45e - 75 Aldo Pifferi (Ita) 64e - 76 Antonio Franchi (Ita) 69e - 77 Pietro Partesotti (Ita) 19e - 78 Renato Spinello (Ita) 81e - 79 Giampiero Pancini (Ita) 44e - 80 Aldo Beraldo (Ita) ab                | - 81 Guido Carlesi (Ita) 8e - 82 Guido De Rosso (Ita) 4e - 83 Pierino Baffi (Ita) 77e - 84 Renato Bongioni (Ita) ab - 85 Giuseppe Fallarini (Ita) 43e - 86 Alcide Cerato (Ita) ab - 87 Roberto Falaschi (Ita) 49e - 88 Giuseppe Dante (Ita) 41e - 89 Giacomo Fornoni (Ita) 80e - 90 Nello Velucchi (Ita) 72e               |
| Salvarani | San Pellegrino | Springoil Fuchs |
| - 91 Arnaldo Pambianco (Ita) 13e - 92 Diego Ronchini (Ita) 5e - 93 Alberto Assirelli (Ita) 23e - 94 Battista Babini (Ita) 56e - 95 Gabriele Giusti (Ita) 70e - 96 Franco Magnani (Ita) 35e - 97 Mario Minieri (Ita) 51e - 98 Romano Piancastelli (Ita) 68e - 99 Luigi Sarti (Ita) 58e - 100 Mario Zanchi (Ita) 74e | - 101 Marino Fontana (Ita) 21e - 102 Giorgio Zancanaro (Ita) 3e - 103 Enzo Moser (Ita) 22e - 104 Guido Neri (Ita) 47e - 105 Celso Gambi (Ita) ab - 106 Ernesto Bono (Ita) 16e - 107 Alberto Marzaioli (Ita) 61e - 108 Nunzio Pellicciari (Ita) ab - 109 Lorenzo Carminati (Ita) 55e - 110 Giancarlo Manzoni (Ita) ab | - 111 Gastone Nencini (Ita) ab - 112 Silvano Ciampi (Ita) 50e - 113 Nevio Vitali (Ita) 67e - 114 Giancarlo Ceppi (Ita) 38e - 115 Vittorio Chiarini (Ita) 57e - 116 Guerrando Lenzi (Ita) 79e - 117 Franco Bitossi (Ita) 28e - 118 Corrado Consigli (Ita) 48e - 119 Giovanni Garau (Ita) ab - 120 Arturo Sabbadin (Ita) 40e |

## Sources
- (nl) Cet article est partiellement ou en totalité issu de l’article de Wikipédia en néerlandais intitulé « Ronde van Italië 1963 » (voir la liste des auteurs).